# Ссеванкамбо, Исак
Исак Ссали Ссеванкамбо (швед. Isak Ssali Ssewankambo; 27 февраля 1996, Ангеред, Вестра-Гёталанд) — шведский футболист, полузащитник клуба «Норрчёпинг».

## Клубная карьера
Начал карьеру в футбольной школе родного города «Ларьё-Ангередс», а также два сезона провёл в молодёжной команде «Гётеборга». В 2012 году Исак попал в футбольную академию лондонского «Челси» и выступал в разных молодёжных турнирах.
В 2014 году отчаявшись пробиться в основу «аристократов» Ссеванкамбо покинул Лондон и подписал контракт с нидерландским НАК Бреда. 9 августа в матче против «Эксельсиора» он дебютировал в Эредивизи. В 2015 году Исак перешёл в Дерби Каунти, но стать основным игроком так и не смог.
В начале 2016 года Ссеванкамбо перешёл в норвежский «Мольде». 13 марта в матче против «Тромсё» он дебютировал в Типпелиге. В начале 2018 года Исак на правах аренды перешёл в «Мальмё». 2 апреля в матче против «Эльфсборга» он дебютировал в Аллсенскан лиге. После окончания аренды Ссенванкамбо вернулся в «Мольде».

## Международная карьера
В 2013 году в составе юношеской сборной Швеции Ссеванкамбо занял третье место на юношеском чемпионате Европы в Словакии. На турнире он сыграл в матчах против команд Швейцарии, Австрии, Словакии и России.
В том же году Исак завоевал бронзовые медали юношеского чемпионата мира в ОАЭ. На турнире он сыграл в матче против Нигерии.
В 2017 году в составе молодёжной сборной Швеции Ссеванкамбо принял участие в молодёжном чемпионате Европы в Польше. На турнире он был запасным и на поле не вышел.